# Gastromyzon embalohensis
Gastromyzon embalohensis és una espècie de peix de la família dels balitòrids i de l'ordre dels cipriniformes que es troba a Indonèsia.